# Fondation des défis mondiaux
Pour les articles homonymes, voir FDM.
La Fondation des Défis Mondiaux (FDM) ou en anglais Global Challenges Foundation (GCF), est une organisation suédoise à but non lucratif qui cherche à sensibiliser le public au risque catastrophique mondial et à la gouvernance mondiale nécessaire pour gérer ces risques. Cela comprend l'examen de modèles de réforme de l'Organisation des Nations Unies (ONU), ainsi que le lancement de nouvelles idées pour une gouvernance mondiale qui fonctionne,.
Elle a été fondée en 2012 grâce à une donation du milliardaire hongrois László Szombatfalvy, résidant en Suède.

## Fondation
La fondation est basée à Stockholm. Les membres de son conseil d'administration sont Johan Rockström, Mats Andersson, l'ancien PDG du "Quatrième AP Fonds".
Les actifs de la fondation consistent principalement en un don de László Szombatfalvy, qui représentait environ la moitié de sa fortune à l'époque - environ 500 millions de couronnes suédoises.

## Conscience des risques
La Fondation des Défis Mondiaux (FDM) s’emploie à sensibiliser l’opinion aux risques de catastrophes mondiales, principalement du changement climatique, de  la dégradation de l’environnement et de la violence politique, en mettant l’accent sur les armes de destruction massive. Pour ce faire, le FDM coopère étroitement avec un certain nombre d'institutions, tant au niveau du public que des décideurs, notamment avec  l’Institut pour le Futur de l'Humanité de l'Université d'Oxford.
Un autre projet lié aux risques piloté par la FDM, en coopération avec la "Ligue de la Terre", est la "Déclaration sur la Terre". L'appel au climat vise à réduire le fossé entre la science et la politique et a formulé huit points sur lesquels les décideurs du monde devaient s'entendre pour parvenir à un accord sur le climat lors de la COP21. La "Déclaration sur la Terre" a été signée par Al Gore, Desmond Tutu, Mo Ibrahim, Richard Branson, Arianna Huffington, Gro Harlem Brundtland, Yuan T. Lee et Mary Robinson.
La FDM a apporté son soutien à l'École d'Économie de Stockholm (ESS) pour une nouvelle option de cours intitulée : Défis Mondiaux. Ce cours est inclus dans le programme pour le Diplôme en Commerce et Economie.
La FDM réalise des enquêtes internationales sur les risques  et publie des rapports annuels sur les risques mondiaux  entremêlés de rapports trimestriels  traitant de divers aspects des risques catastrophiques mondiaux et de la gouvernance mondiale.
Par exemple, le rapport annuel de 2016 estime qu'un Américain moyen risque cinq fois plus de mourir dans une catastrophe planétaire  que dans un accident de voiture,.
Le rapport de 2017 a mis en évidence un large éventail de sujets liés à la sécurité, notamment le changement climatique, et conclu que le réchauffement de la planète risque fort de mettre fin à la civilisation.

## Le Prix: Une nouvelle forme
En novembre 2016, la FDM a lancé le prix Défis Mondiaux - Une nouvelle forme, un concours international qui invite les universitaires, les responsables politiques, les entreprises et la société civile du monde entier à présenter des propositions présentant de nouveaux modèles de gouvernance mondiale. Il a offert 5 millions de dollars de prix, la meilleure candidature ayant reçu au moins 1 million de dollars. La Fondation soutiendrait alors les efforts visant à amener les idées gagnantes à la mise en œuvre,,. La cérémonie de remise des prix a eu lieu fin mai 2018 à Stockholm.

## Sources et Références
1. ↑  Stuart Dredge, « Artificial intelligence and nanotechnology 'threaten civilisation' », The Guardian, 18 février 2015 (consulté le 1er janvier 2018).
2. ↑  « Global Challenges Foundation - About the Global Challenges Foundation », globalchallenges.org.
3. ↑  J. Nastranis, « A Swedish Billionaire Invites Ideas for a New UN », IDN-InDepthNews, 6 février 2017 (consulté le 1er janvier 2018).
4. ↑  Laurie Goering, « 8 in 10 people now see climate change as a 'catastrophic risk': survey », Reuters, 23 mai 2017 (consulté le 1er janvier 2018).
5. ↑  « Global Challenges Foundation - Earthstatement », www.globalchallenges.org.
6. ↑  « Global Challenges for the makers of the future », Stockholm School of Economics (consulté le 1er janvier 2018).
7. ↑  « Global Challenges Foundation - Surveys on Global Catastrophic Risks », globalchallenges.org.
8. ↑  « Global Challenges Foundation - Annual Reports on Global Risk », globalchallenges.org.
9. ↑  « Global Challenges Foundation - Quarterly Reports », globalchallenges.org.
10. ↑  Robinson Meyer, « Human Extinction Isn't That Unlikely », The Atlantic, 29 avril 2016 (consulté le 30 avril 2016).
11. ↑  « Global Challenges Foundation website », globalchallenges.org (consulté le 30 avril 2016).
12. ↑  Ian Johnston, « Seven in 10 Brits support 'world government' to protect humanity from global catastrophes », The Independent, 23 mai 2017 (consulté le 1er janvier 2018).
13. ↑  Laurie Goering, « Want to solve global crises? $5 million prize seeks fresh ideas », Reuters, 24 novembre 2016 (consulté le 31 décembre 2017).
14. ↑  (en) Angus Chen, « Win $1 Million For Your Bright Idea To Fix The World », NPR, 18 mars 2017 (consulté le 11 septembre 2017).
15. ↑  Zhao Siyuan, « Beating the norm », China Daily, 6 juin 2017 (consulté le 11 septembre 2017).
16. ↑  Mark Leon Goldberg, « How Can the International Community Do Hurricane Response Better? », UN Dispatch, 8 septembre 2017 (consulté le 11 septembre 2017).